# Robert Coulomb
Robert Coulomb (né le 27 octobre 1934 à Brignoles et mort le 10 février 2003 dans la même ville) est un coureur cycliste français. Passé professionnel en 1959 ou 1960, il le reste jusqu'en 1961. Il remporte notamment le Circuit du Cantal en 1962
En 1959, il participe à la Course de la Paix avec l'équipe de France, où il se classe neuvième d'une étape.

## Palmarès
- 1954
  - 3e de la course de côte du mont Coudon
- 1962
  - Circuit du Cantal
  - Prix Albert-Gagnet
  - 2e du Critérium de Saint-Symphorien-sur-Coise
  - 3e du Critérium d'Auvergne